# 福明基农村居民点
福明基农村居民点（俄语：Фоминское сельское поселение）是俄罗斯联邦弗拉基米尔州戈罗霍韦茨区所属的一个农村居民点。其下辖有38个居民点，行政中心为福明基。据2016年统计，该农村居民点的人口为2078人。